# Xã Plum Creek, Quận Butler, Nebraska
Xã Plum Creek (tiếng Anh: Plum Creek Township) là một xã thuộc quận Butler, tiểu bang Nebraska, Hoa Kỳ. Năm 2010, dân số của xã này là 139 người.